# ميخائيل هايدن (موسيقي)
ميخائيل هايدن (بالألمانية: Michael Haydn)‏ هو موسيقي وملحن نمساوي، ولد في 14 سبتمبر 1737 في Rohrau, Austria ‏ في النمسا، وتوفي في 10 أغسطس 1806 في سالزبورغ في النمسا.

## وصلات خارجية
- ميخائيل هايدن على موقع الموسوعة البريطانية (الإنجليزية)
- ميخائيل هايدن على موقع ميوزك برينز (الإنجليزية)
- ميخائيل هايدن على موقع إن إن دي بي (الإنجليزية)
- ميخائيل هايدن على موقع أول ميوزيك (الإنجليزية)
- ميخائيل هايدن على موقع ديسكوغز (الإنجليزية)